# عبد الله بن بيه
عبد الله بن الشيخ المحفوظ بن بيّه (ولد 1935 م) داعية وعالم مسلم موريتاني، يرأس مجلس الإمارات للإفتاء الشرعي، ويرأس منتدى تعزيز السلم في المجتمعات المسلمة، ومؤسسة الموطأ في أبوظبي. سبق له أن تولى منصب نائب رئيس الاتحاد العالمي للعلماء المسلمين قبل أن يستقيل منه سنة 2013. اختارته جامعة جورج تاون الأمريكية بوصفه واحدًا من خمسين شخصية إسلامية هم الأكثر تأثيرًا في العالم للأعوام 2009- 2016. وقد فاز بلقب «أستاذ الجيل» في جائزة الشباب العالمية لخدمة العمل الإسلامي في دورتها السابعة في البحرين.

## مولده ونشأته
ولد سنة 1935 م في تمبدغة بولاية الحوض الشرقي، شرقي موريتانيا، ونشأ وتربى في بيت علم وورع حيث نهل من مَعين والده القاضي الشيخ المحفوظ، وأخذ علوم العربية عن محمد سالم ابن الشين، وعلوم القرآن عن الشيخ بيه بن السالك المسومي، ودرس جميع العلوم الشرعية الإسلامية في هذه المحظرة.

## مناصبه
سافر الشيخ بعد ذلك في بعثة إلى تونس لتكوين القضاة وحصل على المركز الأول بين القضاة المبتعثين. وبعد عودته إلى موريتانيا تنقل في عدة مناصب منها: رئيس مصلحة الشريعة في وزارة العدل، ثم نائب رئيس محكمة الاستئناف، ثم نائب رئيس المحكمة العليا، ورئيس لقسم الشريعة الإسلامية بهذه المحكمة.
ثم عين مفوضا ساميا للشؤون الدينية برئاسة الجمهورية حيث اقترح إنشاء وزارة للشؤون الإسلامية فكان أول وزير لهذه الوزارة، ثم وزيرًا للتعليم الأساسي والشؤون الدينية، ثم وزيرًا للعدل والتشريع وحافظا للخواتم، ثم وزيرًا للمصادر البشرية – برتبة نائب رئيس الوزراء - ثم وزيرًا للتوجيه الوطني والمنظمات الحزبية والتي كانت تضم وزارات الإعلام والثقافة والشباب والرياضة والبريد والبرق والشؤون الإسلامية، وأمينًا دائمًا لحزب الشعب الموريتاني الحزب الوحيد الحاكم الذي كان عضوا في مكتبه السياسي ولجنته الدائمة من سنة 1970 إلى 1978 م.

## مشاركات وأعمال
- شارك في كثير من المؤتمرات من أهمها أول مؤتمر قمة للدول الإسلامية بالرباط، وأول مؤتمر تأسيس لمنظمة المؤتمر الإسلامي في جدة.
- حضر مؤتمر القمة لعدم الانحياز في الجزائر، ومؤتمر القمة العربي الأفريقي في القاهرة، وفي الستينيات شارك في مؤتمر الحقوقيين الناطقين باللغة الفرنسية في لومي وأشرف على المؤتمر الأول الأفريقي لرابطة العالم الإسلامي في نواكشوط.
- قام بمهمات لدى عدد من زعماء العالم ومن بينهم على الخصوص ملوك السعودية الملك فيصل، ثم الملك خالد والملك فهد عندما كان وليا للعهد، وعدد آخر من الرؤساء العرب والأوربيين حيث حضر حفل تتويج ملك إسبانيا الملك خوان كارلوس وكان مرافقا للملك فيصل بن عبد العزيز في زيارته لموريتانيا عام 1972 م.
- شارك في ندوات فكرية وعلمية كثيرة منها على الخصوص الملتقيات الفكرية في الجزائر حيث قدم محاضرات مثبتة في مجلة الملتقيات.
- وشارك في جولات الحوار الإسلامي المسيحي في روما ومدريد عضوا في رابطة العالم الإسلامي. كما شارك فيما يسمى بالقمة الإسلامية المسيحية بعد 11 سبتمبر 2001 م بروما.

## العضويات
- رئيس منتدى تعزيز السلم في المجتمعات المسلمة ومؤسسة الموطأ في أبوظبي.
- رئيس معهد ومحظرة غازة للعلوم العربية والإسلامية شرق موريتانيا.
- رئيس مجلس الأمناء ورئيس مجلس إدارة المركز العالمي للتجديد والترشيد (GCRG) في لندن.
- رئيس الهيئة الشرعية للمجلس الفرنسي للمالية الإسلامية.
- نائب رئيس الاتحاد العالمي لعلماء المسلمين (سابقًا).
- عضو في الهيئة العالمية للإعجاز العلمي في القرآن والسنة.
- عضو في المجلس الأعلى العالمي للمساجد برابطة العالم الإسلامي.
- عضو في الهيئة الخيرية الإسلامية العالمية في الكويت.
- عضو في مؤتمر العالم الإسلامي كراتشي.
- عضو في المجلس الأوربي للإفتاء والبحوث.
- عضو في المجمع الفقهي التابع لمنظمة المؤتمر الإسلامي.
- عضو في المجمع الفقهي الهندي.
- عضو في اللجنة العلمية لجائزة الأمير نايف للسنة النبوية والدراسات الإسلامية.
- عضو في الهيئة العليا لمركز دراسات مقاصد الشريعة.
- عضو في هيئة التدريس بجامعة الملك عبد العزيز بجدة بمرتبة أستاذ.
- عضو في مجلس حكماء المسلمين.
- عضو في مؤسسة آل البيت للفكر الإسلامي.
- عضو في المجلس الاستشاري الأعلى لمؤسسة طابة بأبو ظبي.

## أوسمة وجوائز
- وسام الملك عبد العزيز من الدرجة الممتازة.
- وسام الملك عبد الله الثاني بن الحسين من الدرجة الممتازة.
- جائزة شنقيط (فرع الدراسات الإسلامية) عن كتابه “حوار عن بعد”.
- جائزة محمد السادس التنويهية التكريمية للفكر والدراسات الإسلامية.
- جائزة الملك عبد الله الثاني للعلماء والدعاة بالأردن.
- شهادة منظمة المؤتمر الإسلامي من الدرجة الممتازة.

## مؤلفاته
- «توضيح أوجه اختلاف الأقوال في مسائل من معاملات الأموال»
- «حوار عن بعد حول حقوق الإنسان في الإسلام»
- «خطاب الأمن في الإسلام وثقافة التسامح والوئام»
- «أمالي الدلالات ومجالي الاختلافات»
- «سد الذرائع وتطبيقاته في مجال المعاملات»
- «فتاوى فكرية»
- «صناعة الفتوى وفقه الأقليات»
- «مقاصد المعاملات ومراصد الواقعات»
- «مشاهد من المقاصد»
- «إثارات تجديدية في حقول الأصول»
- «أثر المصلحة في الوقف»
- «البرهان»
- «الإرهاب، التشخيص والحلول»
- «دليل المريض لما له عند الله من الأجر العريض»
- «تنبيه المراجع على تأصيل فقه الواقع»

## وصلات خارجية
- الموقع الرسمي للشيخ عبد الله بن بيّه
- صفحة الشيخ عبد الله بن بيّه على اليوتيوب